# Kamienica przy ulicy św. Gertrudy 2 w Krakowie
Kamienica przy ulicy św. Gertrudy 2 – zabytkowa kamienica znajdująca się w Krakowie, w dzielnicy I przy ul. św. Gertrudy, na Stradomiu.
Kamienica została wzniesiona w 1889 roku według projektu architekta Karola Zaremby.
23 grudnia 1996 budynek został wpisany do rejestru zabytków. Znajduje się także w gminnej ewidencji zabytków.